# 장용호
장용호(張龍浩, 1976년 4월 4일 ~ )은 대한민국의 양궁 선수이다.

## 생애
2000년 시드니 올림픽 남자 양궁 단체전 금메달. 2004년 아테네 올림픽에서 남자 양궁 단체전에서 박경모, 임동현과 함께 금메달을 획득하였다. 2004년 유럽그랑프리 2차 대회 개인전 우승. 2006년 도하 아시안게임 양궁 남자 단체전 금메달.